# David Carstens (Boxer)
David Carstens (* September 1914 als David Krynauw Enslin Carstens in Strand; † 6. August 1955 in Johannesburg) war ein südafrikanischer Boxer im Halbschwergewicht. 
Bei den Olympischen Spielen im Jahre 1932 in Los Angeles bezwang Carstens im Viertelfinale den Deutschen Hans Berger sowie im Halbfinale den Dänen Peter Jørgensen jeweils nach Punkten und stand somit im Finale. Dort traf er auf den Italiener Gino Rossi, den er ebenfalls nach Punkten besiegte, womit er sensationell die Goldmedaille errang.